# Веранда
Вера́нда (через англ. veranda, з гінді बरामदा, барамда, від перс. барамда — «галерея») — слово, що залежно від контексту може означати:
1. Прибудоване до будинку або вбудоване приміщення з окремим перекриттям, яке відкрите з одного чи кількох боків і не опалюється. Коли веранда знаходиться на другому поверсі, то спирається на підпори (тераса). Засклення зовні звичайно збагачується витими рослинами, плющем тощо[2].
2. Напіввідкрита чи засклена галерея у вигляді альтанки в саду[2], наприклад «Танцювальна веранда».

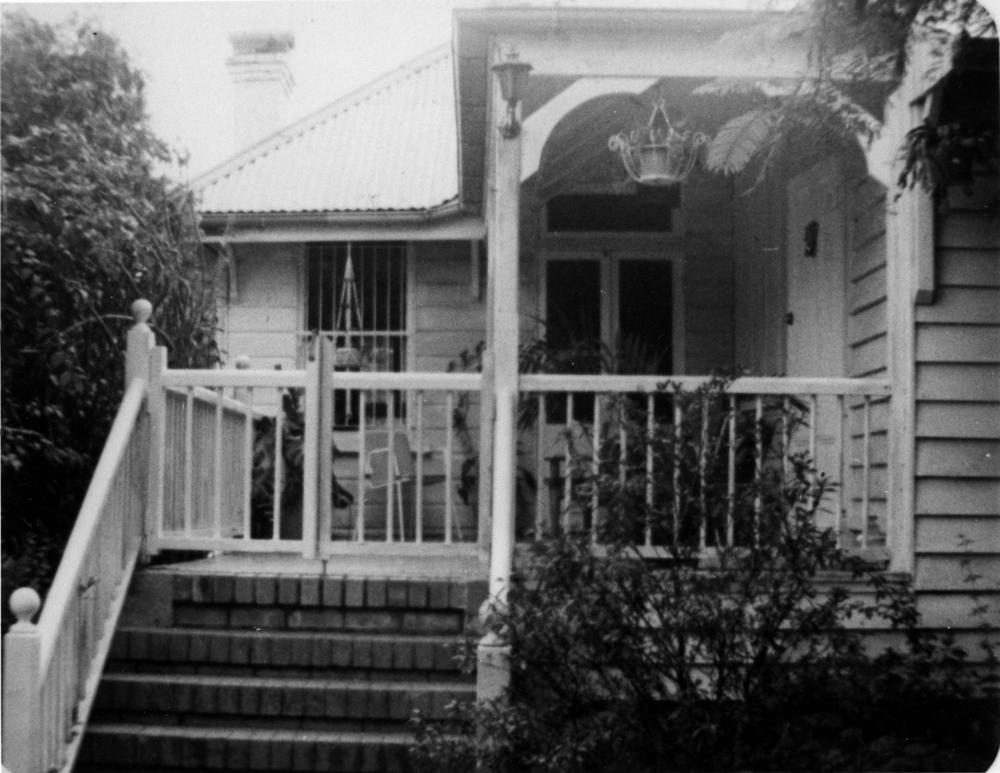
Веранда до будинку обгороджувана поруччям в місті Індурупіллі (Квінсленд), Австралія.

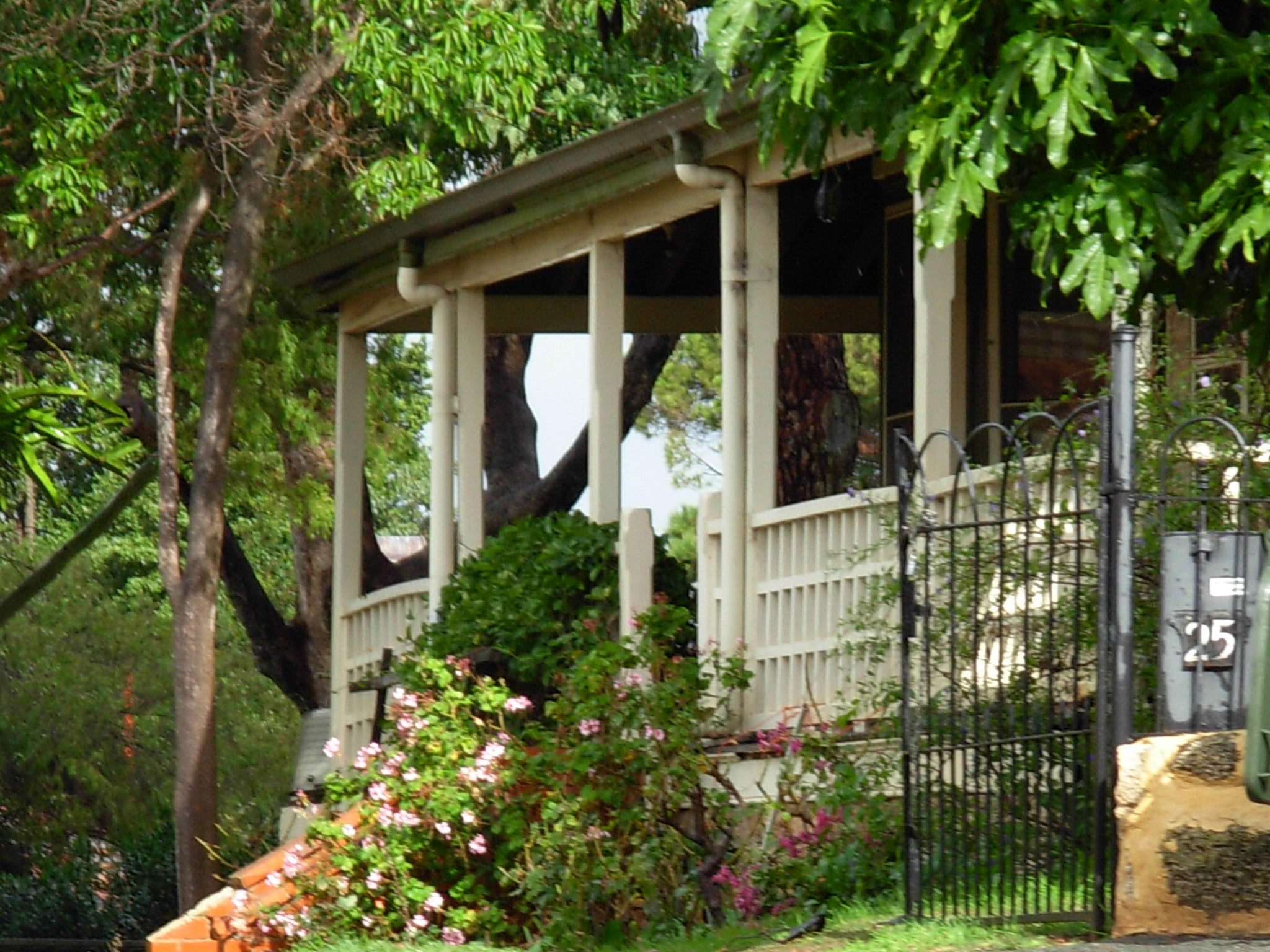
Веранда до будинку в місті Перт, Австралія.

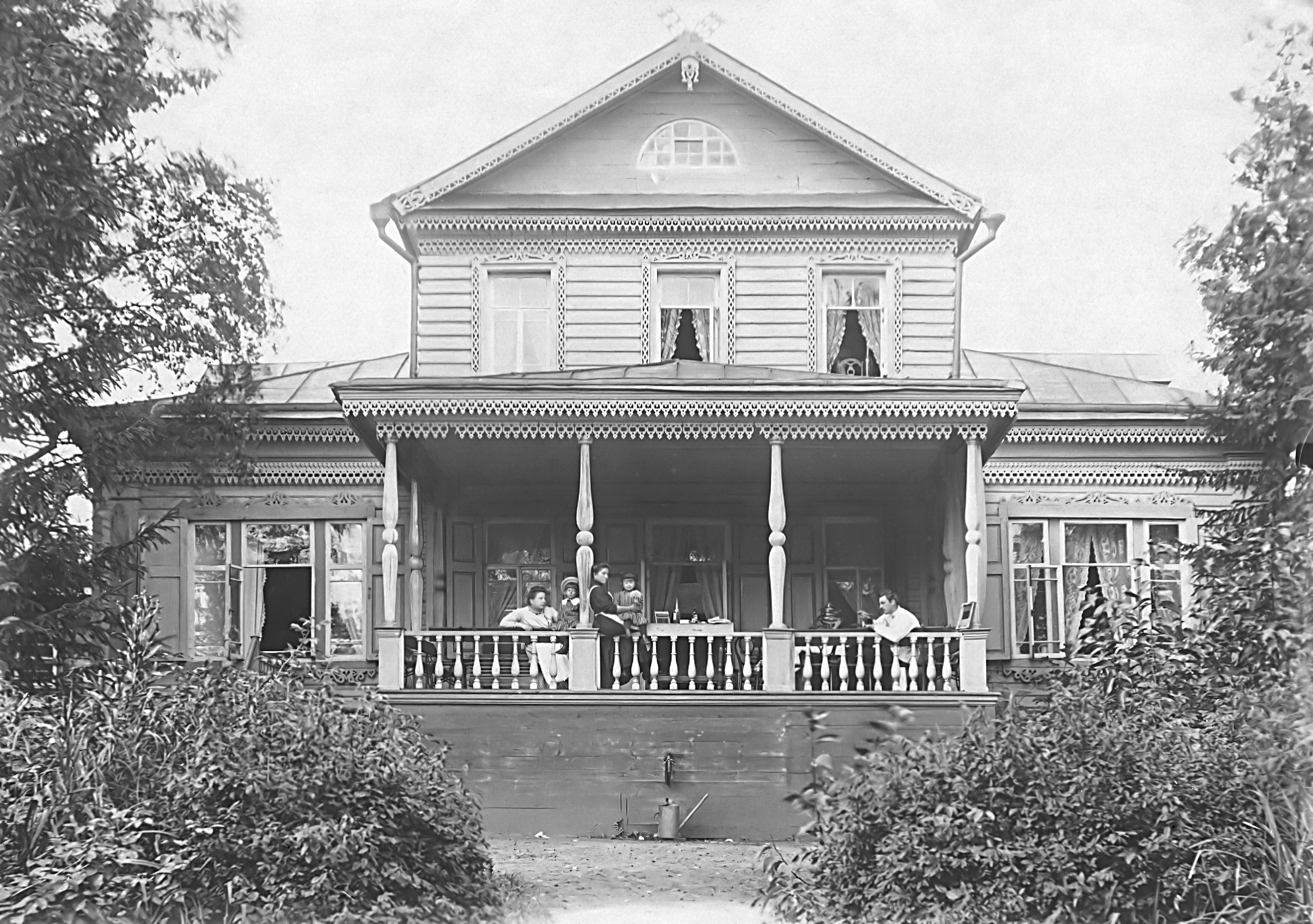
Веранда до будинку в селі Переяславські Горки, Росія.